# Bistum Yola
Das Bistum Yola (lat.: Dioecesis Yolaensis) ist eine in Nigeria gelegene römisch-katholische Diözese mit Sitz in Yola. 

## Geschichte
Das Bistum Yola wurde am 14. Juli 1950 durch Papst Pius XII. mit der Apostolischen Konstitution Ad evangelizationis aus Gebietsabtretungen des Bistums Buéa sowie der Apostolischen Präfekturen Jos und Oturkpo als Apostolische Präfektur Yola errichtet. Die Apostolische Präfektur Yola wurde am 2. Juli 1962 durch Papst Johannes XXIII. mit der Apostolischen Konstitution Christianae Reipublicae regendae zum Bistum erhoben. Am 3. Februar 1995 gab das Bistum Yola Teile seines Territoriums zur Gründung des mit der Apostolischen Konstitution Quo efficacius errichteten Bistums Jalingo ab.
Das Bistum Yola ist dem Erzbistum Jos als Suffraganbistum unterstellt.

## Ordinarien

### Apostolische Präfekten von Yola
- Patrick Joseph Dalton OSA, 1950–1962

### Bischöfe von Yola
- Patrick Joseph Dalton OSA, 1962–1969
- Patrick Francis Sheehan OSA, 1970–1996, Apostolischer Vikar von Kano
- Christopher Shaman Abba, 1996–2010
- Stephen Dami Mamza, seit 2011